# Associazione Calcio Vigevano 1946-1947
Questa pagina raccoglie i dati riguardanti l'Associazione Calcio Vigevano nelle competizioni ufficiali della stagione 1946-1947.

## Rosa
| N. |                   | Ruolo | Calciatore           |
| -- | ----------------- | ----- | -------------------- |
|    | Italia (bandiera) | A     | Bruno Anastasi       |
|    | Italia (bandiera) | D     | Bruno Armanini       |
|    | Italia (bandiera) | A     | Angelo Borri         |
|    | Italia (bandiera) | C     | Pietro Buscaglia     |
|    | Italia (bandiera) | D     | Paolo Canazza Ronzan |
|    | Italia (bandiera) | A     | Piero Colli          |
|    | Italia (bandiera) | C     | R. Cozzi             |
|    | Italia (bandiera) | A     | Giovanni Cuzzoni     |
|    | Italia (bandiera) | C     | Ruggero Di Cuonzo    |
|    | Italia (bandiera) | A     | Renzo Gobbi          |
|    | Italia (bandiera) | A     | Ernesto Jacobitti    |
|    | Italia (bandiera) | A     | Alessandro Maggi     |
|    | Italia (bandiera) | P     | Emilio Maggioni      |

| N. |                   | Ruolo | Calciatore         |
| -- | ----------------- | ----- | ------------------ |
|    | Italia (bandiera) | A     | Giorgio Magnaghi   |
|    | Italia (bandiera) | A     | Luigi Mascherpa    |
|    | Italia (bandiera) | C     | Renzo Monti        |
|    | Italia (bandiera) | D     | B. Pesenti         |
|    | Italia (bandiera) | C     | Giulio Piazza      |
|    | Italia (bandiera) | C     | Felice Resta       |
|    | Italia (bandiera) | A     | Piero Ricci        |
|    | Italia (bandiera) | C     | M. Sala            |
|    | Italia (bandiera) | D     | Duilio Setti       |
|    | Italia (bandiera) | P     | Porthus Silingardi |
|    | Italia (bandiera) | A     | Mario Tacconi      |
|    | Italia (bandiera) | A     | Otello Torri       |
|    | Italia (bandiera) | C     | Teresio Traversa   |